# Крутівська сільська рада (Ніжинський район)
Кру́тівська сільська́ ра́да — адміністративно-територіальна одиниця та орган місцевого самоврядування в Ніжинському районі Чернігівської області. Адміністративний центр — село Крути.

## Загальні відомості
Крутівська сільська рада утворена у 1918 році.
- Територія ради: 75,683 км²
- Населення ради: 1 625 осіб (станом на 2001 рік)

## Населені пункти
Сільській раді були підпорядковані населені пункти:
- с. Крути
- с. Бакланове
- с. Діброва
- с. Поляна

## Склад ради
Рада складалася з 16 депутатів та голови.
- Голова ради: Беспалий Михайло Миколайович
- Секретар ради: Гурин Наталія Павлівна

### Керівний склад попередніх скликань
| Прізвище, ім'я, по батькові  | Основні відомості                                                               | Дата обрання | Дата звільнення |
| ---------------------------- | ------------------------------------------------------------------------------- | ------------ | --------------- |
| Беспалий Михайло Миколайович | Сільський голова, 1956 року народження, освіта середня спеціальна, безпартійний | 26.03.2006   | 31.10.2010      |
| Беспалий Михайло Миколайович | Сільський голова, 1956 року народження, освіта середня спеціальна, безпартійний | 31.10.2010   |                 |

Примітка: таблиця складена за даними сайту Верховної Ради України

### Депутати
За результатами місцевих виборів 2010 року депутатами ради стали:

#### За суб'єктами висування
| Суб'єкт висування           | Кількість обраних депутатів | %    |
| --------------------------- | --------------------------- | ---- |
| Самовисування               | 15                          | 93,8 |
| Комуністична партія України | 1                           | 6,3  |

#### За округами
| № округу                    | Прізвище, ім'я, по батькові     | Дата визнання обраним | Освіта  | Партійна приналежність                        | Відомості про обраного депутата                                         |
| --------------------------- | ------------------------------- | --------------------- | ------- | --------------------------------------------- | ----------------------------------------------------------------------- |
| Комуністична партія України |                                 |                       |         |                                               |                                                                         |
| 5                           | Загній Михайло Іванович         | 05.11.2010            | середня | член Комуністичної партії України             | пенсіонер                                                               |
| Самовисування               |                                 |                       |         |                                               |                                                                         |
| 1                           | Брик Оксана Михайлівна          | 05.11.2010            | вища    | позапартійна                                  | тимчасово не працює                                                     |
| 2                           | Ступенко Ірина Миколаївна       | 05.11.2010            | середня | позапартійна                                  | управління праці та соціального захисту населення, соціальний працівник |
| 3                           | Слинько Віктор Олександрович    | 05.11.2010            | середня | позапартійний                                 | Крутівське СТ, водій                                                    |
| 4                           | Гурин Наталія Павлівна          | 05.11.2010            | вища    | позапартійна                                  | Крутівська сільська рада, землевпорядник                                |
| 6                           | Потапенко Алла Григорівна       | 05.11.2010            | середня | позапартійна                                  | Крутівський фельдшерсько-акушерський пункт, амбулаторна сестра          |
| 7                           | Гурин Марія Григорівна          | 05.11.2010            | середня | член Всеукраїнського об'єднання «Батьківщина» | Крутівська сільська рада, касир                                         |
| 8                           | Монько Ніна Юріївна             | 05.11.2010            | вища    | позапартійна                                  | тимчасово не працює                                                     |
| 9                           | Кузьменко Олександр Сергійович  | 05.11.2010            | середня | позапартійний                                 | тимчасово не працює                                                     |
| 10                          | Гомоляко Людмила Олександрівна  | 05.11.2010            | вища    | член Української Народної Партії              | Крутівська загальноосвітня школа, вчитель                               |
| 11                          | Маленко Анатолій Миколайович    | 05.11.2010            | вища    | позапартійний                                 | ДС «Маяк», науковий співробітник                                        |
| 12                          | Вільховецький Василь Васильович | 05.11.2010            | вища    | позапартійний                                 | Свято-Михайлівська церква, настоятель                                   |
| 13                          | Дяченко Олександра Федорівна    | 05.11.2010            | середня | позапартійна                                  | відділення зв'язку с. Крути, листоноша                                  |
| 14                          | Сулим Людмила Володимирівна     | 05.11.2010            | середня | позапартійна                                  | відділення зв'язку с. Крути, листоноша                                  |
| 15                          | Могила Тетяна Василівна         | 05.11.2010            | середня | позапартійна                                  | Київська міська лікарня 12, молодша медсестра                           |
| 16                          | Німченко Олексій Миколайович    | 05.11.2010            | середня | позапартійний                                 | приватний підприємець                                                   |